# Culture de Windmill Hill
Objets typiques
Enceintes
La culture de Windmill Hill est une culture archéologique du Néolithique, qui s'est développée dans le Sud de l'Angleterre vers 3000 av. J.-C.

## Historique
Le nom de cette culture est tiré du site de Windmill Hill, une enceinte néolithique située près d’Avebury, dans le Wiltshire, en Angleterre.

## Aire géographique
La culture de Windmill Hill s'est développée dans le Sud de l'Angleterre, en particulier dans la région de la plaine de Salisbury, près de Stonehenge, vers 3000 av. J.-C.

## Constructions
Cette culture a produit des tumulus allongés (long-barrows), des allées cérémonielles (cursus) et des enceintes (henges à fossés étroits au nord de la Tamise et henges à fossés larges au sud).
Cette culture aurait fourni les premiers travaux sur le site de Stonehenge.

## Mode de subsistance
Les hommes de cette culture élevaient des bovins, des moutons et des porcs, et cultivaient du blé.

## Vestiges
On a trouvé sur différents sites de cette culture des pointes de flèche en forme de feuille et des haches en pierre polie. 

## Discussion
Depuis que le terme a été proposé par les archéologues, d’autres fouilles et analyses ont indiqué que cette dénomination recouvrait en réalité plusieurs entités distinctes, telles que les cultures de Hembury et d'Abingdon, et que la « culture de Windmill Hill » était probablement un terme trop général.